# Rejon Kaszatagh
Rejon Kaszatagh – jednostka podziału administracyjnego Republiki Górskiego Karabachu istniejąca od 1991. Nie obejmuje ziem należących wcześniej do Nagorno-Karabachskiego Obwodu Autonomicznego. Rejon Kaszatagh RGK obejmował cały rejon Qubadlı i rejon Zəngilan, niemal cały rejon Laçın oraz w częściowo rejon Cəbrayıl Azerbejdżanu.